# Veronicastrum formosanum
Veronicastrum formosanum är en grobladsväxtart som först beskrevs av Masamune, och fick sitt nu gällande namn av Yamazaki. Veronicastrum formosanum ingår i släktet kransveronikor, och familjen grobladsväxter. Inga underarter finns listade i Catalogue of Life.